# Partido Verde de Quebec
El Partido Verde de Quebec (en francés: Parti vert du Québec) es un partido ecologista en Quebec.

## Resultados electorales
| Asamblea Nacional de Quebec       |         |          |         |      |
| Elecciones                        | Escaños | Posición | Votos   | %    |
| 1985                              | 0       | 8º       | 4.613   | 0,1% |
| 1989                              | 0       | 4º       | 67.675  | 2,0% |
| 1994                              | 0       | 8º       | 5.499   | 0,1% |
| No se presentó entre 1994 y 2001. |         |          |         |      |
| 2003                              | 0       | 6º       | 16.975  | 0,4% |
| 2007                              | 0       | 4º       | 152.885 | 3,9% |
| 2008                              | 0       | 5º       | 70.393  | 2,2% |
| 2012                              | 0       | 6º       | 43.394  | 1,0% |
| 2014                              | 0       | 6º       | 23.163  | 0,5% |
| 2018                              | 0       | 5º       | 67.870  | 1,7% |
| 2022                              | 0       | 6º       | 31.054  | 0,8% |